# Championnat d'Islande de football 1941
Navigation
Saison précédente Saison suivante
La saison 1941 du Championnat d'Islande de football était la 30e édition de la première division islandaise.
C'est le KR Reykjavik qui remporte le championnat, c'est le 10e titre de champion du club, 7 ans après le dernier, acquis en 1934.
Cette saison, le championnat compte 5 clubs avec la participation du ÍBA Akureyri, dont c'est la 3e apparition après celles en 1929 et 1932.

## Les 5 clubs participants
- KR Reykjavik
- Fram Reykjavik
- Valur Reykjavik
- Vikingur Reykjavik
- ÍBA Akureyri

## Compétition

### Classement
Le barème de points servant à établir le classement se décompose ainsi :
- Victoire : 2 points
- Match nul : 1 point
- Défaite : 0 point

| Rang | Équipe             | Pts | J | G | N | P | Bp | Bc | Diff |
| ---- | ------------------ | --- | - | - | - | - | -- | -- | ---- |
| 1    | KR Reykjavik       | 7   | 4 | 3 | 1 | 0 | 11 | 5  | +6   |
| 2    | Valur Reykjavik T  | 6   | 4 | 2 | 2 | 0 | 14 | 3  | +11  |
| 3    | Vikingur Reykjavik | 3   | 4 | 1 | 1 | 2 | 5  | 5  | 0    |
| 4    | Fram Reykjavik     | 3   | 4 | 1 | 1 | 2 | 6  | 12 | -6   |
| 5    | ÍBA Akureyri       | 1   | 4 | 0 | 1 | 3 | 6  | 17 | -11  |

|  | Champion d'Islande 1941 |

### Matchs
Tous les matchs se sont disputés au stade de Melavöllur à Reykjavik.
| Résultats (▼dom., ►ext.)                                   | Fra | Vik | Val | KR  | IBA |
| Fram Reykjavik                                             |     | 2-0 | 0-5 | 2-5 | 2-2 |
| Vikingur Reykjavik                                         |     |     | 0-0 | 1-2 | 4-1 |
| Valur Reykjavík                                            |     |     |     | 1-1 | 8-2 |
| KR Reykjavik                                               |     |     |     |     | 3-1 |
| ÍBA Akureyri                                               |     |     |     |     |     |
| - Victoire à domicile - Match nul - Victoire à l'extérieur |     |     |     |     |     |

## Bilan de la saison
| Tableau d'Honneur                 |              |
| Compétition                       | Vainqueur    |
| Championnat d'Islande de football | KR Reykjavik |